# Jan Bedáň
Jan Bedáň († 23. říjen 2017) byl československý tenista a poté trenér.
Ve smíšené čtyřhře hrával s Martinou Navrátilovou.
Jeho dcerou je tenistka Dája Bedáňová. Jako trenér vedl např. svoji dceru, sestry Karolínu Plíškovou a Kristýnu Plíškovou, Ivo Mináře nebo Jana Hájka.